# ريك ساتكليف
ريك ساتكليف (بالإنجليزية: Rick Sutcliffe)‏ هو لاعب كرة قاعدة أمريكي، ولد في 21 يونيو 1956 في إنديبندنس في الولايات المتحدة.

## وصلات خارجية
- ريك ساتكليف على موقعبيزبول رفرنس.كوم (الدوري الرئيسي) (الإنجليزية)
- ريك ساتكليف على موقعبيزبول رفرنس.كوم (الدوري الثانوي) (الإنجليزية)
- ريك ساتكليف على موقع مشجعي الرسوم البيانية (الإنجليزية)